# Toloksaton
Toloksaton – organiczny związek chemiczny z grupy odwracalnych inhibitorów MAO, stosowany w przeszłości jako lek przeciwdepresyjny.
Opatentowany w 1969 roku i wprowadzony na francuski rynek w 1984 roku pod nazwą handlową Humoryl przez przedsiębiorstwo Delalande. W 2002 roku został wycofany ze sprzedaży.